# Erica regia
Erica regia là một loài thực vật có hoa trong họ Thạch nam. Loài này được Bartl. mô tả khoa học đầu tiên năm 1832.

## Hình ảnh

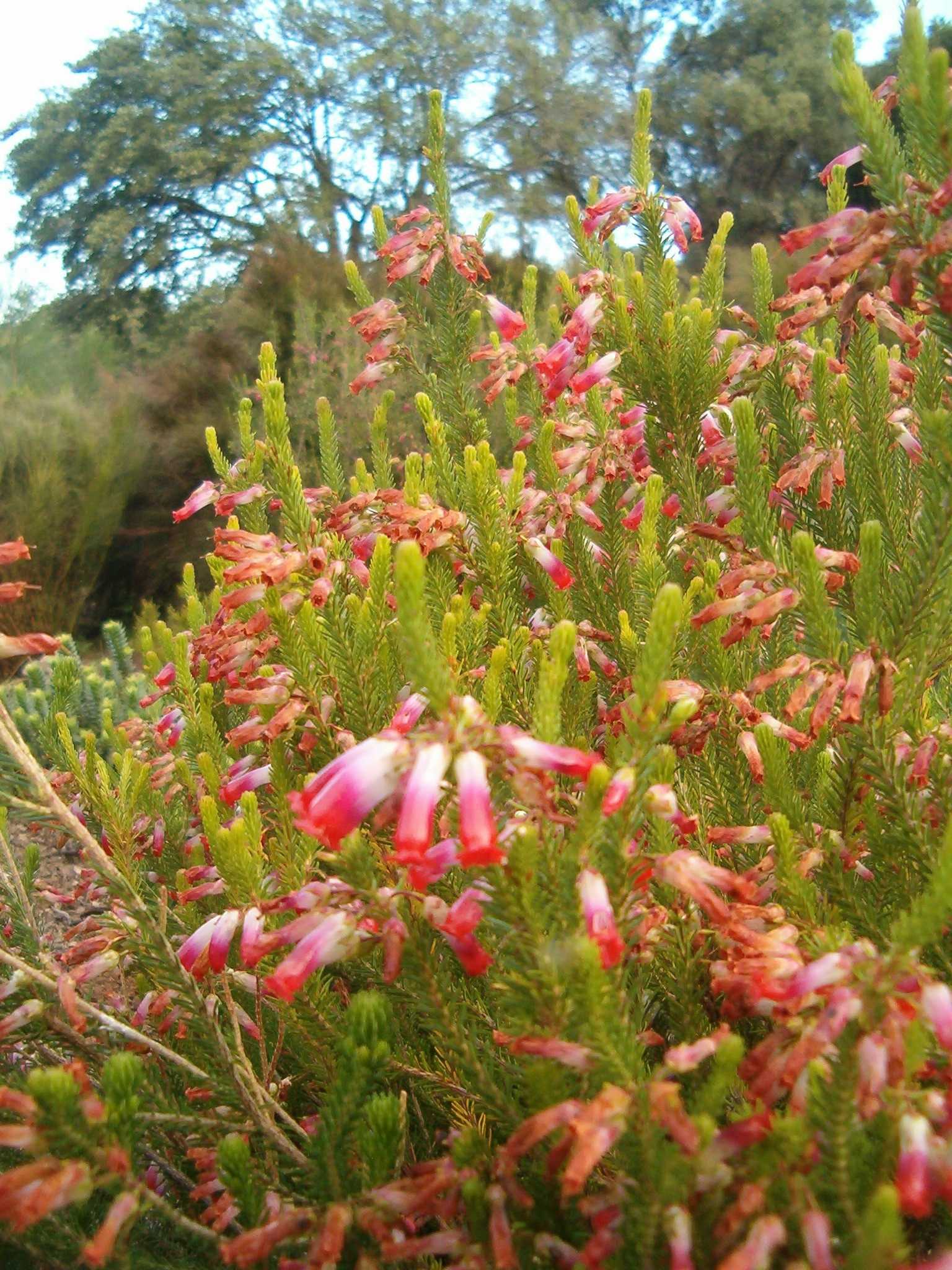
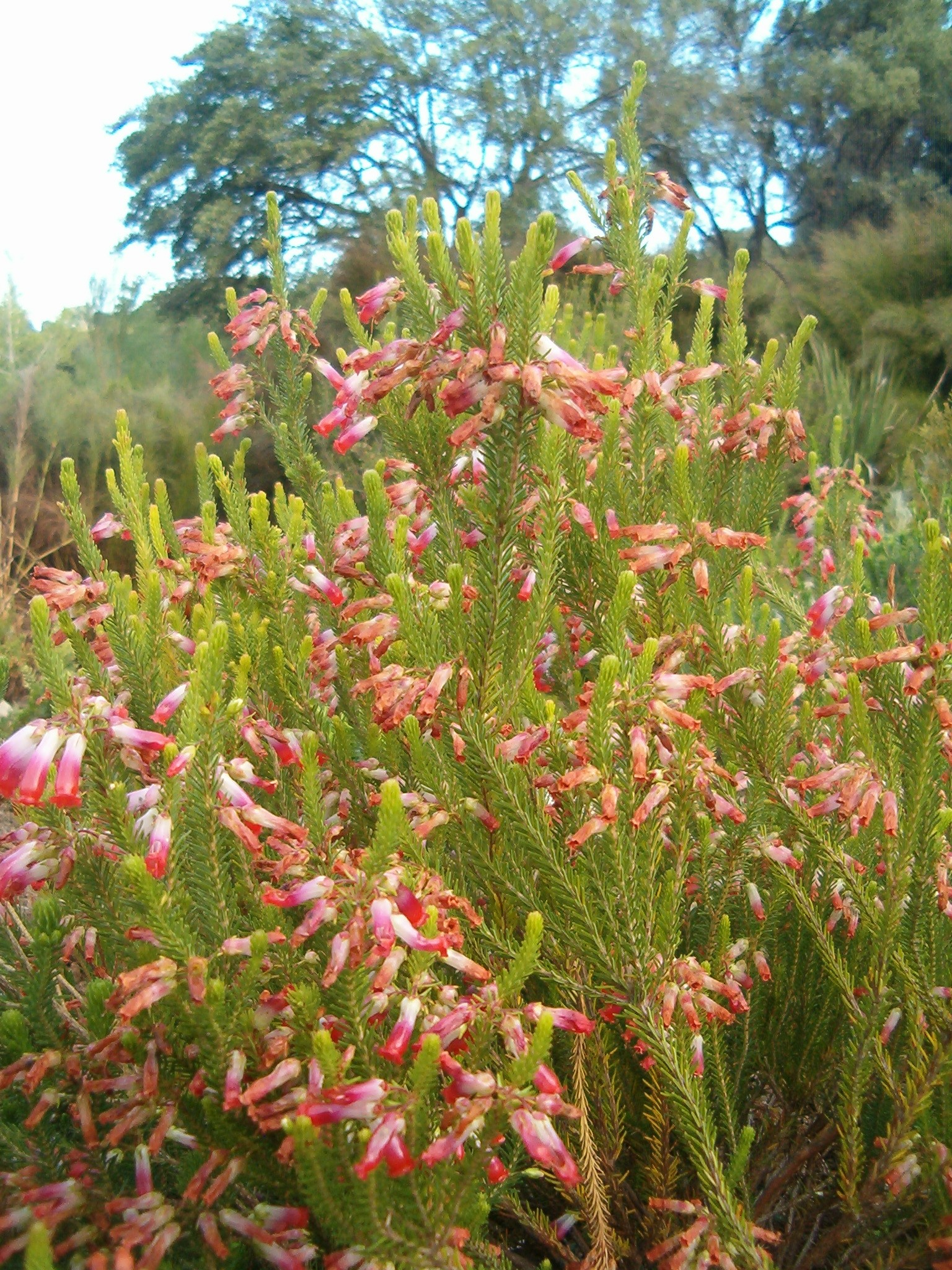
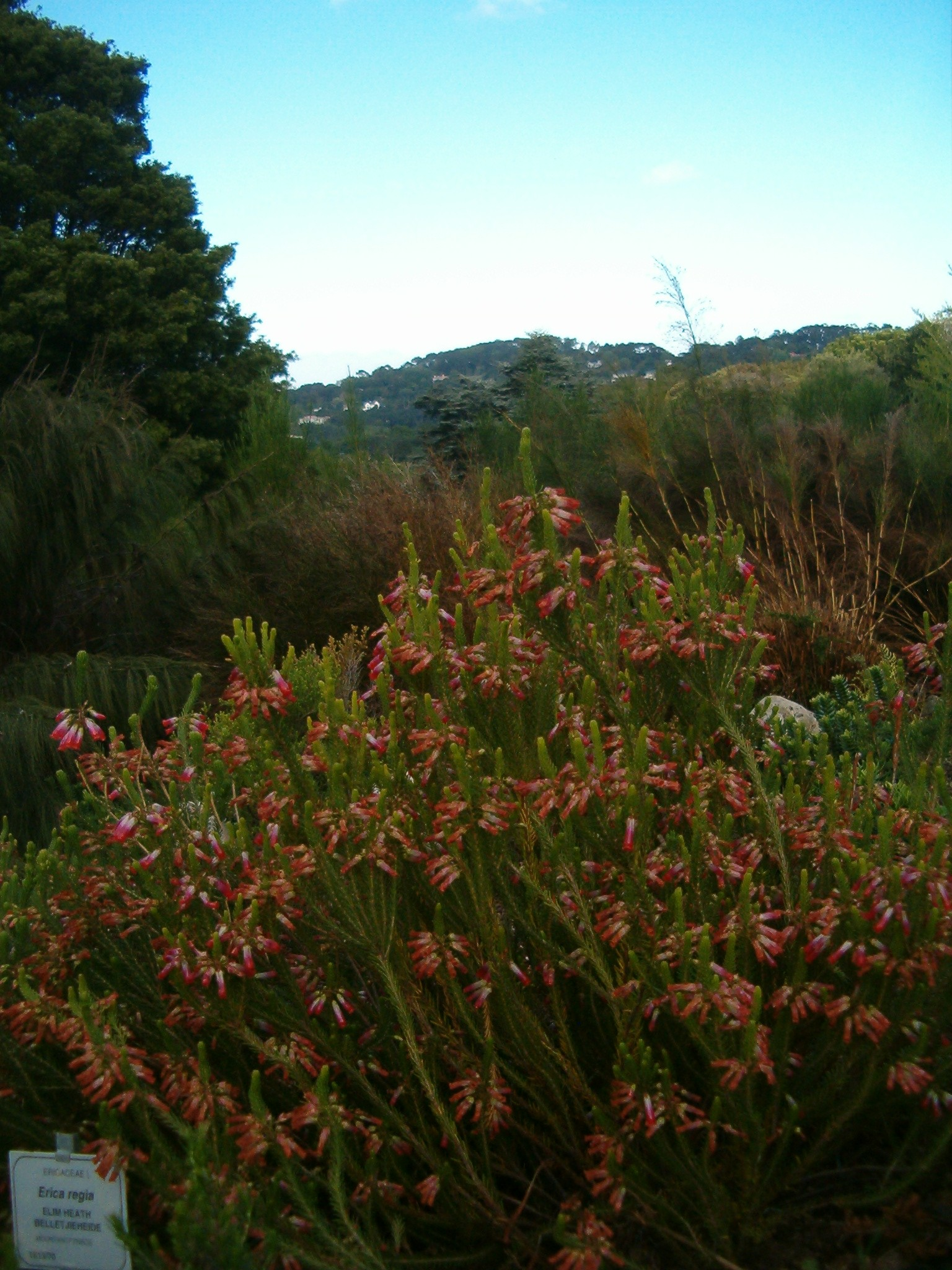
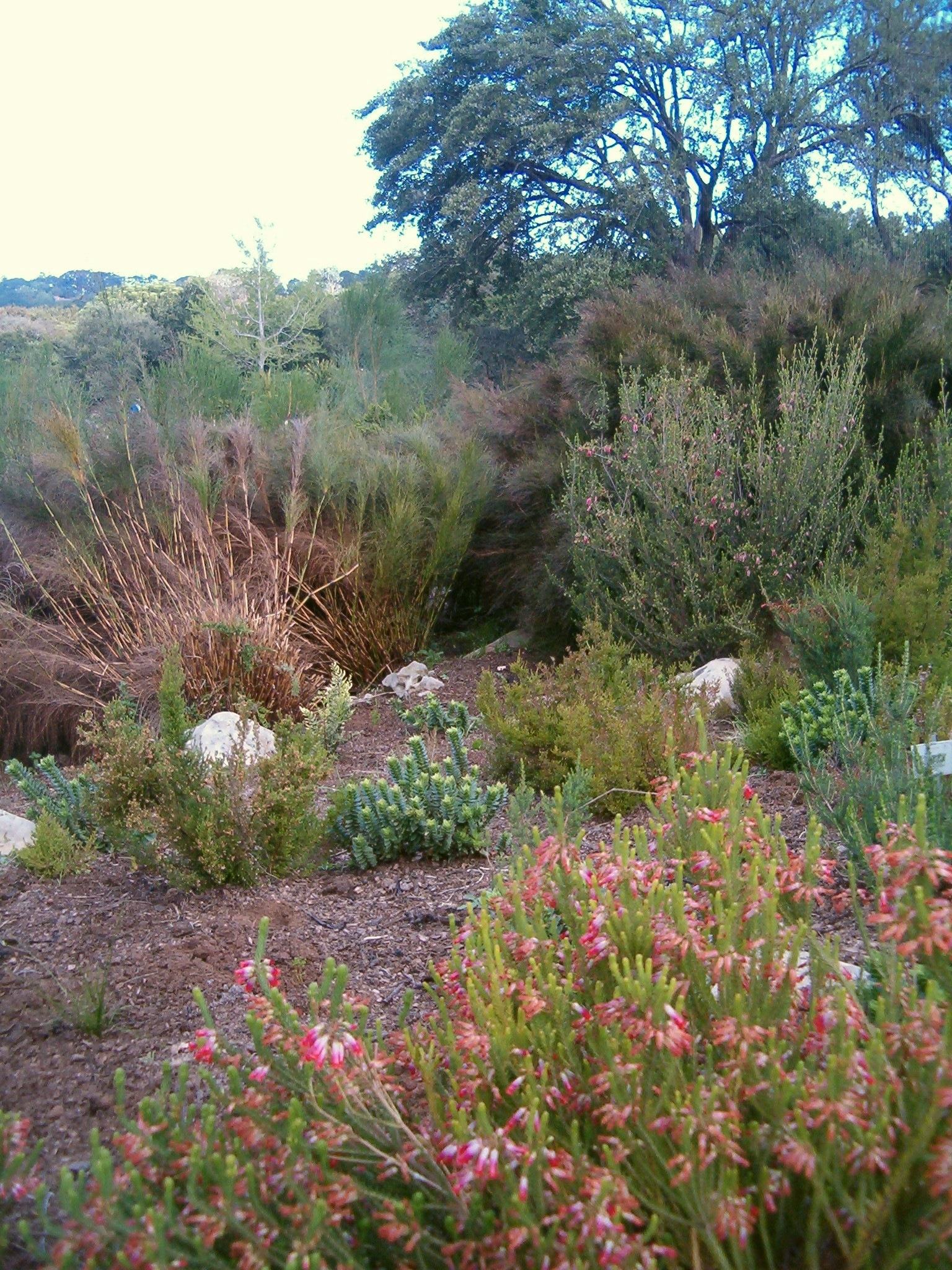